# Jan Sośnicki

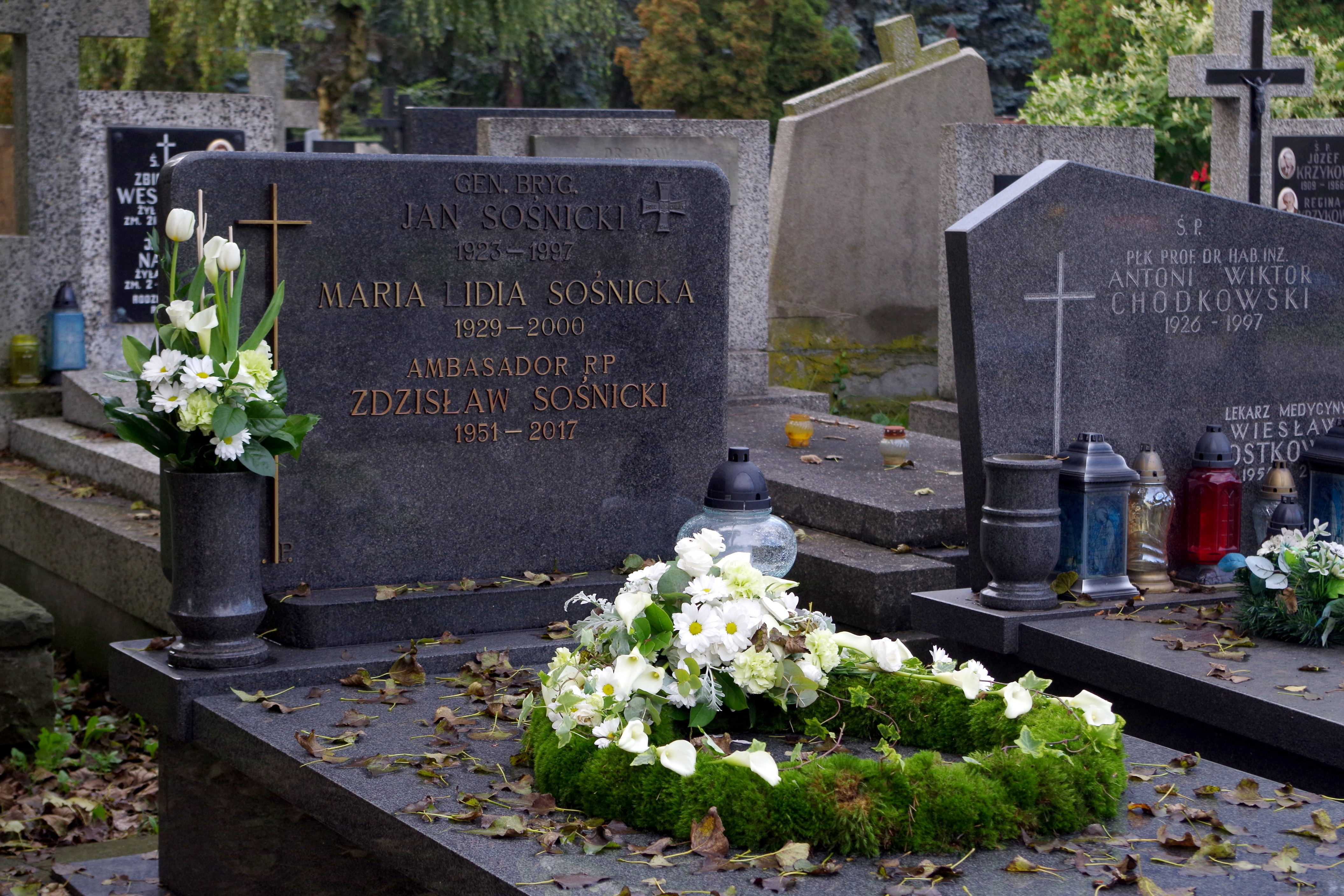
Grób gen. bryg. Jana Sośnickiego, jego żony Marii oraz Zdzisława Sośnickigo na Cmentarzu Wojskowym na Powązkach w Warszawie

Jan Sośnicki (ur. 27 grudnia 1923, zm. 18 lipca 1997 w Warszawie) – polski dowódca wojskowy w korpusie oficerów kwatermistrzostwa, generał brygady Wojska Polskiego.

## Życiorys
Przed wojną uczył się w szkole powszechnej w Chodorowie, a następnie w Szkole Handlowej i w Liceum Handlowym w tym mieście. W 1940 zdał maturę i rozpoczął pracę jako kierownik Spółdzielni Spożywców w Boryniczach. Rozpoczął także naukę na kursie buchalterii rolnej w Turce nad Stryjem. Po ukończeniu kursu był instruktorem buchalterii w gospodarstwie rolnym Nowa Strzeliska, a potem w majątku rolnym Borynicze, a do 1943 praktykantem i buchalterem w tamtejszej gorzelni. 30 sierpnia 1944 zgłosił się ochotniczo do służby w ludowym WP. Został wcielony do 16 Pułku Piechoty 6 Dywizji Piechoty 1. Armii WP jako szeregowiec – szef kancelarii kwatermistrza pułku. Przeszedł szlak bojowy pułku od Warszawy, przez Wał Pomorski, Kołobrzeg do Odry.
Po ukończeniu w kwietniu 1946 Oficerskiej Szkoły Intendentury w Łodzi został na mocy uchwały Krajowej Rady Narodowej z 20 kwietnia 1946 promowany do stopnia chorążego w korpusie oficerów służb kwatermistrzowskich. Został wyznaczony na pomocnika kierownika sekcji ewidencji i planowania Wydziału Żywnościowego Departamentu Intendentury MON, a od kwietnia 1947 był pomocnikiem kierownika sekcji zakupów w Departamencie Żywnościowo-Mundurowym MON. W latach 1947–1948 przebywał na Wyższym Kursie Kwatermistrzowskim, po ukończeniu którego został starszym pomocnikiem szefa Wydziału Organizacji i Planowania ds. wyszkolenia w Dowództwie Okręgu Wojskowego nr 1 w Warszawie. Od listopada 1948 był pomocnikiem szefa Wydziału Organizacji i Planowania w Kwatermistrzostwie dowództwa tego okręgu, a od lipca 1950 starszym pomocnikiem szefa tego wydziału. Od października 1951 był szefem wydziału wyszkolenia Oddziału Organizacji i Planowania Kwatermistrzostwa okręgu. Od kwietnia 1952 do października 1953 przebywał na Kursie Doskonalenia Oficerów przy Akademii Sztabu Generalnego WP w Rembertowie. W latach 1953–1956 służył w sztabie Tyłów WP jako szef wydziału wyszkolenia Oddziału V (do grudnia 1953), szef wydziału wyszkolenia operacyjnego Oddziału Wyszkolenia (do listopada 1955) i szef wydziału IV wyszkolenia Oddziału III Wyszkolenia (do sierpnia 1956).
Od sierpnia 1956 do lutego 1957 studiował na Fakultecie Dowódczo-Sztabowym Akademii Tyłów i Zaopatrzenia im. W. Mołotowa w ZSRR. Po powrocie do kraju został szefem Oddziału Organizacyjnego Kwatermistrzowskiego Zabezpieczenia Instytucji Centralnych MON. W latach 1957–1958 kontynuował w trybie zaocznym studia w Akademii Sztabu Generalnego im. gen. broni Karola Świerczewskiego, które ukończył z tytułem oficera dyplomowanego. Od marca 1958 był szefem wydziału organizacji i planowania Kwatermistrzostwa Instytucji Centralnych MON, a od lipca 1959 szefem sztabu Kwatermistrzostwa Pomorskiego Okręgu Wojskowego w Bydgoszczy. We wrześniu 1961 awansował na stopień pułkownika. Od marca 1967 był szefem sztabu Kwatermistrzostwa Śląskiego Okręgu Wojskowego we Wrocławiu (od 1967). W sierpniu 1968 był kwatermistrzem – zastępcą dowódcy 2. Armii WP, która wraz z innymi armiami państw Układu Warszawskiego dokonała interwencji zbrojnej w Czechosłowacji podczas wydarzeń tzw. praskiej wiosny. Od września 1970 kwatermistrz – zastępca dowódcy Śląskiego Okręgu Wojskowego. Od lutego do czerwca 1972 przebywał na kursie kierowniczej kadry WP przy Akademii Tyłów i Transportu ZSRR. W październiku 1972 został kwatermistrzem – zastępcą dowódcy Warszawskiego Okręgu Wojskowego.
29 września 1973 na mocy uchwały Rady Państwa PRL otrzymał awans do stopnia generała brygady. Nominację wręczył mu w Belwederze 10 października 1972 I sekretarz Komitetu Centralnego PZPR Edward Gierek w obecności przewodniczącego Rady Państwa prof. Henryka Jabłońskiego.
Przez 11 lat pełnił funkcję zastępcy Głównego Kwatermistrza WP (październik 1973 – sierpień 1984). W 1979 ukończył kurs kierowniczej kadry WP oraz Wyższy Akademicki Kurs przeszkolenia szczebla operacyjno-strategicznego w Wojskowej Akademii Sztabu Generalnego Sił Zbrojnych ZSRR im. K.J. Woroszyłowa w Moskwie. W okresie stanu wojennego w latach 1981–1983 był komisarzem wojskowym – pełnomocnikiem Komitetu Obrony Kraju w Ministerstwie Handlu Wewnętrznego i Usług. W kolejnych latach był głównym specjalistą Kierownictwa Sztabu Generalnego WP. 9 maja 1985 wchodził w skład polskiego zgrupowania kombatantów i żołnierzy, które brało udział w paradzie z okazji 40-lecia Zwycięstwa na Placu Czerwonym w Moskwie. 
Podczas służby otrzymywał dobre opinie przełożonych. Był m.in. wyróżniony za organizację i kierowanie pionem kwatermistrzowskim w ćwiczeniach „Bałtyk-Odra 1962” i „Wrzesień-72”, gdzie występował jako kwatermistrz – zastępca dowódcy armii.
Na podstawie rozkazu personalnego MON z 3 września 1987 został przeniesiony w stan spoczynku z dniem 24 marca 1988 w związku z osiągnięciem ustawowego wieku w posiadanym stopniu.
Pochowany na Cmentarzu Wojskowym na Powązkach w Warszawie (kwatera FIII-1 dod.-9).

## Awanse
W trakcie wieloletniej służby w ludowym Wojsku Polskim otrzymywał awanse na kolejne stopnie wojskowe:
- podporucznik – 1946
- porucznik – 1946
- kapitan – 1948
- major – 1952
- podpułkownik – 1956
- pułkownik – 1961
- generał brygady – 1973

## Życie prywatne
Syn Antoniego (1896–1952), rządcy rolnego i Katarzyny z domu Szpecht (ur. 1892). W stanie spoczynku mieszkał w Warszawie. Od 1949 był żonaty z Marią Lidią z domu Skalską (1929–2000), pracownikiem umysłowym. Miał dwóch synów.

## Odznaczenia i wyróżnienia
- Krzyż Komandorski Orderu Odrodzenia Polski (1980)
- Krzyż Oficerski Orderu Odrodzenia Polski (1968)
- Krzyż Kawalerski Orderu Odrodzenia Polski (1963)
- Order Sztandaru Pracy II klasy (1978)
- Krzyż Walecznych (1946)
- Srebrny Krzyż Zasługi (1949)
- Medal 10-lecia Polski Ludowej (1954)
- Medal 30-lecia Polski Ludowej (1974)
- Medal 40-lecia Polski Ludowej (1984)
- Medal za Warszawę 1939–1945
- Medal za Odrę, Nysę, Bałtyk
- Medal Zwycięstwa i Wolności 1945
- Złoty Medal „Siły Zbrojne w Służbie Ojczyzny” (1968)
- Srebrny Medal „Siły Zbrojne w Służbie Ojczyzny”
- Brązowy Medal „Siły Zbrojne w Służbie Ojczyzny”
- Medal „Za udział w walkach o Berlin” (1970)
- Złoty Medal „Za Zasługi dla Obronności Kraju” (1976)
- Srebrny Medal „Za Zasługi dla Obronności Kraju”
- Brązowy Medal „Za Zasługi dla Obronności Kraju”
- Medal Komisji Edukacji Narodowej (1974)[3]
- Odznaka Honorowa Polskiego Czerwonego Krzyża I stopnia (1973)[4]
- Złote Odznaczenie im. Janka Krasickiego (1971)[5]
- Medal Pamiątkowy „100 lat Polskiego Ruchu Robotniczego” (1982)
- Tytuł „Zasłużony Racjonalizator Wojskowy" (1979)
- Złota odznaka honorowa „Za Zasługi dla Warszawy” (1977)[6]
- Order Wojny Ojczyźnianej II stopnia (ZSRR, 1968)
- Medal za Zdobycie Berlina (ZSRR)
- Medal „Za wyzwolenie Warszawy” (ZSRR)
- Medal „Za zwycięstwo nad Niemcami w Wielkiej Wojnie Ojczyźnianej 1941–1945” (ZSRR)
- Medal 40-lecia Zwycięstwa w Wielkiej Wojnie Ojczyźnianej 1941–1945 (ZSRR, 1985)
- Medal jubileuszowy „60 lat Sił Zbrojnych ZSRR” (ZSRR)